# Amphithéâtre gallo-romain
Pour un article plus général, voir Amphithéâtre romain.

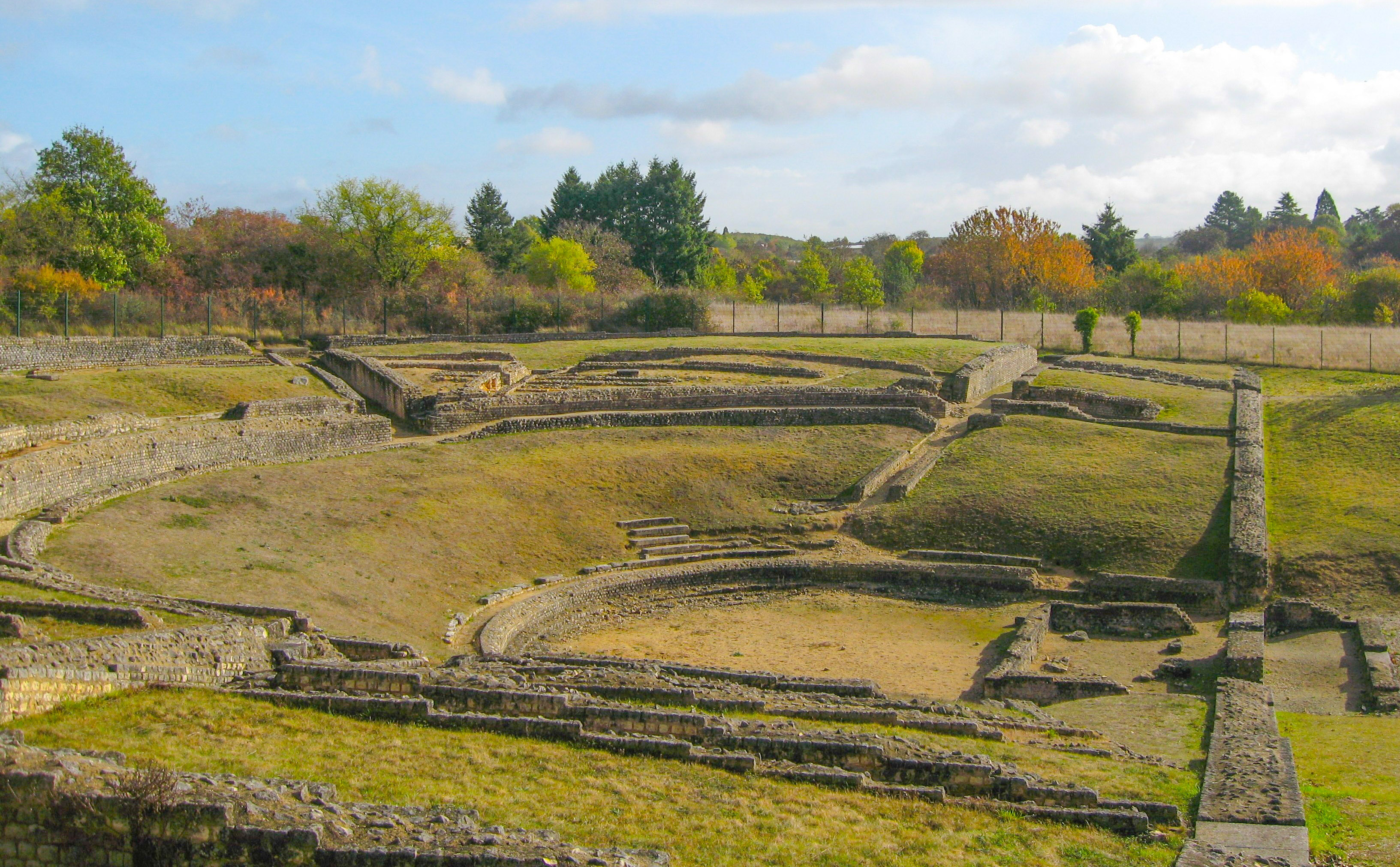
L'amphithéâtre gallo-romain d'Argentomagus (France).

Un théâtre gallo-romain est un édifice de spectacle antique, construit dans les provinces gauloises d'Aquitaine, Lyonnaise ou Belgique, associant des caractéristiques d'un amphithéâtre et d'un théâtre.

## Caractéristiques
L'un des aspects notoires de la diffusion des monuments du spectacle hors de Rome est l'apparition des théâtres ruraux dans les provinces occidentales plus éloignées de Rome : Gaule Lyonnaise et Aquitaine en particulier, également en Belgique. On ne les trouve pas dans le monde rural de la Gaule narbonnaise, très romanisée. Ils sont généralement associés à des thermes et des lieux cultuels (temples) comme entre autres à Sceaux-du-Gâtinais (Aquis Segeste), Areines, Montbouy, Triguères, Chevilly ou Châteaubleau pour ne citer que ceux-là. 
Autre trait caractéristique de ces complexes sanctuaires-thermes-théâtres : on les trouve groupés en constellations le long des limites de territoires entre deux peuples gaulois.
Ces sites cultuels et culturels ruraux présentent l'“ anomalie ” de nécessiter une certaine organisation économique, notamment avec le théâtre, sans pour autant être liés à une population sédentaire notable : l'habitat y est très restreint voire inexistant.

### Les amphithéâtres-théâtres
Un autre trait remarquable des amphithéâtres dans les provinces occidentales est l'apparition d'édifices mixtes. Il ne s'agit pas tant de l'adjonction parfois ultérieure d'une arène elliptique, mais de l'agrandissement de l'orchestra : non seulement ce dernier est plus grand au point que son diamètre est toujours supérieur aux dimensions de la scène dont le bâtiment se voit notablement réduit, mais il devient elliptique jusqu'à former un cercle presque fermé. On y retrouve la même distribution des portes pour les acteurs que dans le théâtre grec classique, où celles-ci s'ouvrent sur l'orchestra et non pas sur la scène comme dans le théâtre romain. La cavea, quant à elle, prend une forme d'arc outrepassé et dépasse le demi-cercle.
Ces modifications majeures faisaient de ces théâtres des amphithéâtres hybrides, « amphithéâtres-théâtres » ou « amphithéâtres à scène ». C'est la disposition des arènes de Lutèce, Aquis Segeste, Areines, Montbouy, Triguères, Châteaubleau et bien d'autres amphithéâtres gallo-romains. Plus on s'éloigne de Rome, plus ces structures hybrides sont nombreuses,. On en distingue d'ailleurs deux catégories : ceux convenant aux combats des jeux, où les gradins inférieurs sont surélevés pour la protection des spectateurs ; et ceux qui n'ont pas de podium et dont le bord de l’orchestre est un simple mur rectiligne - le tout très réminiscent du théâtre grec une fois de plus. Ce dernier type ne peut manifestement pas mettre des combats en spectacle ; restent alors les danses, auxquelles l'orchestre circulaire se prête bien. Le mot écrit n'étant pas le point fort des Gaulois, nul document n'atteste l'existence de spectacles dansés dans leurs théâtres. En revanche de nombreux artéfacts pointent dans cette direction : statuettes (trésor de Neuvy-en-Sullias par exemple), peintures (nombreux tombeaux de la Gaule romaine en particulier), suggèrent des rites naturistes célébrant la fécondité - thème classique connu, également pour ses excès - et, pourquoi pas, la célébration des innombrables divinités gauloises y compris celles des sources sacrées auxquelles ils ont si constamment associé leurs théâtres-amphithéâtres, allant jusqu'à bâtir certains d'entre eux en les rendant impropres à tout autre des danses ou autre spectacle similaire. Quoi qu'il en soit, l'hybridisation théâtre – amphithéâtre est un autre signe de dissociation entre le monde romanisé en profondeur et les peuples moins touchés : dans la Gaule plus éloignée de l'emprise romaine les spectacles étaient plus marqués par les danses et les jeux que par le théâtre tel que conçu par Rome,.

## Répartition géographique
Au-delà de la dimension cultuelle, leur répartition géographique indique par ailleurs que ces complexes ruraux sanctuaires-théâtres-thermes existaient principalement dans des secteurs où les communautés de paysans libres étaient moins confrontées à de grands propriétaires. Conditions socio-politiques aidant, on voit alors de telles communautés prendre suffisamment d'ampleur pour devenir des villes, voire des cités - par exemple Argentomagus (Argenton-sur-Creuse) et Grand en pays leuque. La distribution géographique de ces centres cultuels et culturels ruraux les lie donc à la notion de civitas. Mais pour la plupart, ces centres de vie ont périclité dès le IIIe siècle et ne furent pas reconstruits. 
On compte plusieurs centaines d'amphithéâtres à travers l'empire romain, parmi lesquels se trouvent une soixantaine d'édifices de type gallo-romain.
Il arrive parfois, comme à Autun, que se trouvent dans le même périmètre de quelques kilomètres, un amphithéâtre classique, un théâtre et un édifice mixte, ce dernier probablement lié au sanctuaire qui renferme aussi le temple de Janus.